# Дрямін Олег Йосипович
Олег Йосипович Дрямін (нар. 24 жовтня 1956, Сарапул, Удмуртська АРСР, Російська РФСР, СРСР) — російський поет, прозаїк, есеїст. Член Національної спілки письменників України, лауреат премії імені Пантелеймона Куліша (2019).

## Життєпис
Закінчив Одеське медичне училище. Працював автослюсарем, маляром автомашин.
Пише російською мовою. Автор збірок віршів «Сиреневая роща», «Цветные зеркала», «Время любить», «Изумрудная луна», «Песни любви», повісті «Отрок несущий свет», оповідання «Кот Вася», есе «Творчество Богдана Сушинского».